# Eskilstrup Station
Eskilstrup Station er en dansk jernbanestation i Eskilstrup.
Stationsbygningen blev opført til Falsterbanens åbning 22. august 1872. Som der er gået så mange andre stationsbygninger, så blev stationsbygningen i Eskilstrup revet ned i 1987. I dag er der timedrift mod Nykøbing og København. Stationen har to perroner og to spor. Stationen er totalt ombygget i 2018 med nye perroner, trapper og elevator.
- Udsigt fra gangbroen
- Stationen i 2012

## Antal rejsende
Ifølge Østtællingen 2008 var udviklingen i antallet af dagligt afrejsende:
| År   | Antal |
| ---- | ----- |
| 2003 | 166   |
| 2004 | 186   |
| 2005 | 148   |
| 2006 | 159   |
| 2007 | 142   |
| 2008 | 138   |